# Chaetanthera
Chaetanthera (Ruiz & Pav., 1794) è un genere di piante angiosperme dicotiledoni della famiglia delle Asteraceae.

## Descrizione

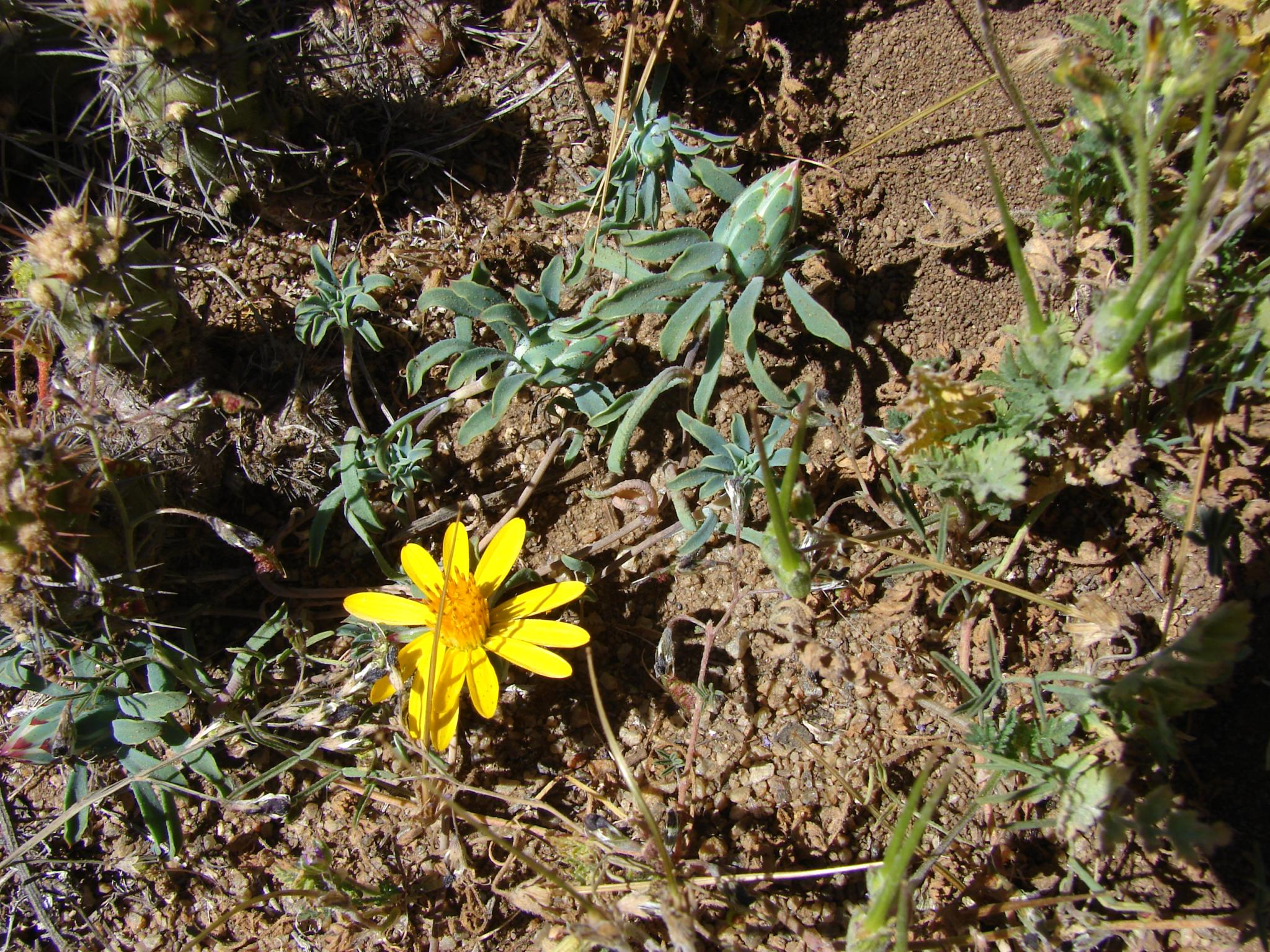
Il portamento
Chaetanthera frayjorgensis

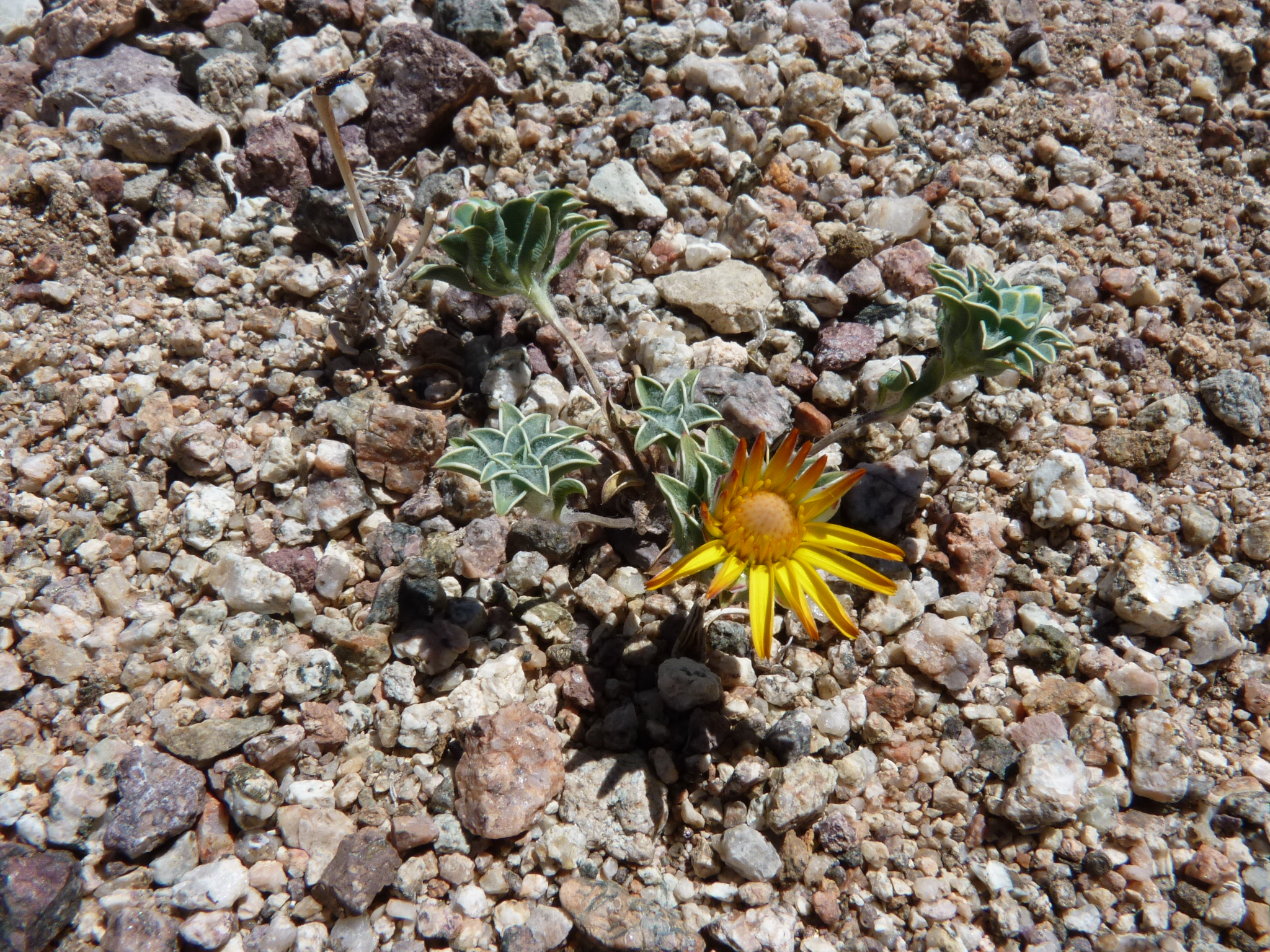
Le foglie
Chaetanthera glabrata

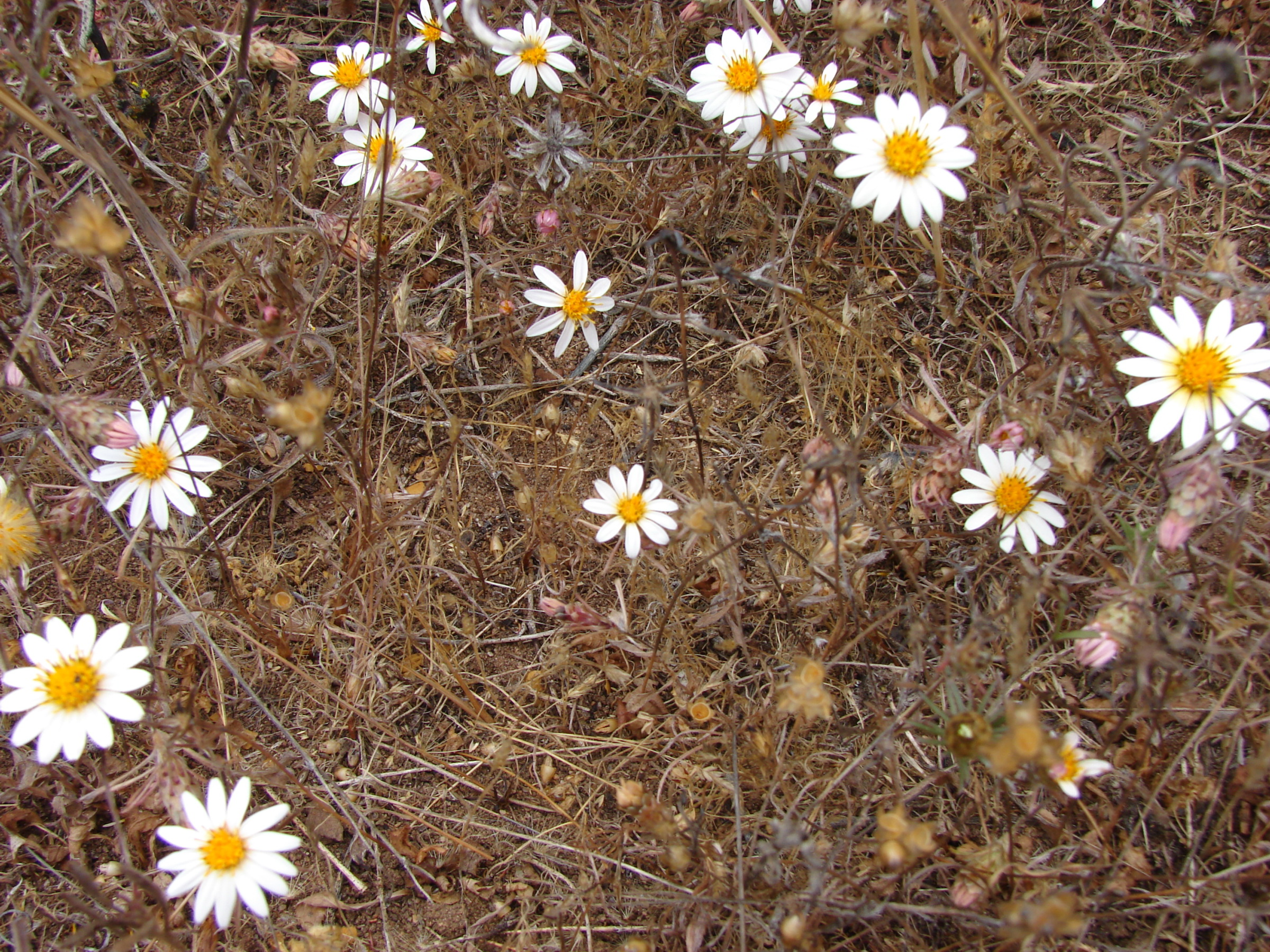
Infiorescenza
Chaetanthera albiflora

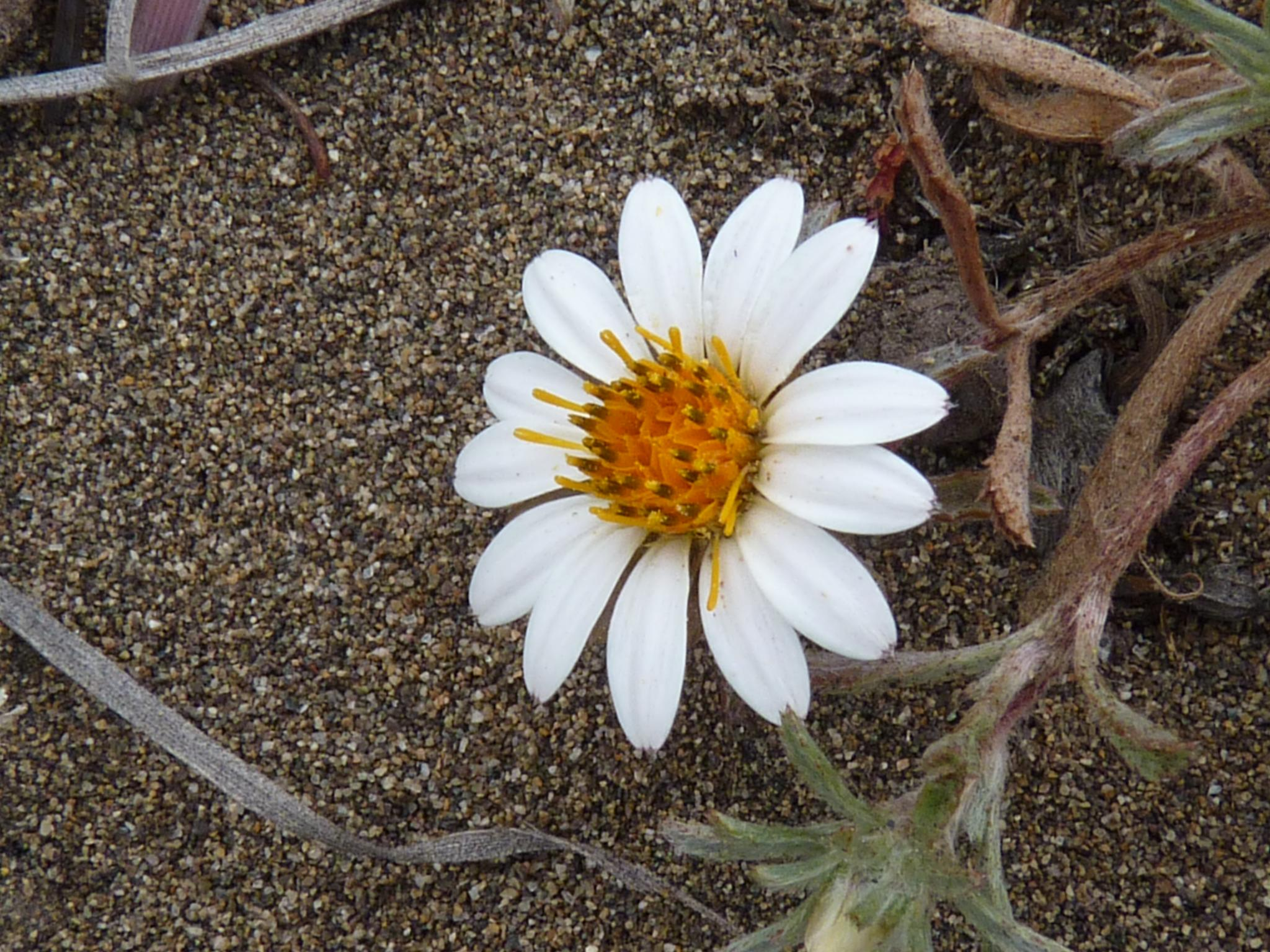
I fiori
Chaetanthera incana

Le specie di questa voce sono piante annuali o perenni con portamenti erbacei prostrati o subarbustivi. Sono presenti piante monoiche o (raramente) dioiche.
In genere sono presenti sia foglie basali che cauline. Le foglie lungo il caule sono disposte in modo opposto o alternato. Quelle basali spesso formano delle rosette a disposizione rosulata e decussata con base connata. La forma delle lamine è subulata, lineare, oblanceolate, spatolate in genere intere con bordi finemente seghettati o dentati.
Le infiorescenze sono composte da capolini da piccoli a medi, terminali solitari e sessili o raramente raccolti in 2 - 3 capolini per pianta. I capolini possono essere radiati oppure disciformi, eterogami (raramente omogami) e sono formati da un involucro a forma cilindrica o campanulata composto da brattee (o squame) all'interno delle quali un ricettacolo fa da base ai fiori di due tipi (più o meno): tubulosi e ligulati. Le brattee, simili a foglie, disposte su 2 - 4 serie in modo embricato sono di vario tipo e consistenza. Il ricettacolo, glabro, a forma piatta, è nudo (senza pagliette).
I fiori sia quelli tubulosi che ligulati sono tetra-ciclici (ossia sono presenti 4 verticilli: calice – corolla – androceo – gineceo) e pentameri (ogni verticillo ha 5 elementi). I fiori sono ermafroditi, actinomorfi o zigomorfi e fertili. In genere i fiori del raggio (quelli periferici) sono femminili e disposti in modo più o meno uniseriale. I fiori del disco (quelli centrali), sono ermafroditi o femminili.
- Formula fiorale:

*/x K {\displaystyle \infty }, [C (5), A (5)], G 2 (infero), achenio
- Calice: i sepali del calice sono ridotti ad una coroncina di squame.
- Corolla: la corolla è formata da un tubo terminante in modo bilabiato. Il labbro esterno dei fiori periferici è allargato e con tre denti (raramente mancanti); quello interno ha due molto corti lobi. Il labbro esterno dei fiori del disco è solo leggermente più lungo di quello interno ed è tridentato; quello interno ha due corti lobi. I colori sono: bianco, giallo, raramente arancio o rosso.
- Androceo: gli stami sono 5 con filamenti liberi, glabri o papillosi e distinti, mentre le antere sono saldate in un manicotto (o tubo) circondante lo stilo. Le antere in genere hanno una forma sagittata con base caudata (arrotondata o acuta) e pubescente. Il polline normalmente è tricolporato a forma sferica (può essere microechinato).
- Gineceo: lo stilo è filiforme; gli stigmi dello stilo sono due divergenti, corti e papillosi. Manca il nodo basale dello stilo. L'ovario è infero uniloculare formato da 2 carpelli. L'ovulo è unico e anatropo.

I frutti sono degli acheni con pappo. La forma dell'achenio in genere è fusiforme (raramente è obcompressa) con alcune coste longitudinali. Il pericarpo può essere di tipo parenchimatico, altrimenti è indurito (lignificato) radialmente; la superficie è setolosa o glabra. Il carpopodium ha delle forme anulari. Il pappo, formato da una o due serie di setole piumose o barbate, decidue o persistenti, piatte alla base, è direttamente inserito nel pericarpo o connato in un anello parenchimatico posto sulla parte apicale dell'achenio.

## Biologia
- Impollinazione: l'impollinazione avviene tramite insetti (impollinazione entomogama tramite farfalle diurne e notturne).
- Riproduzione: la fecondazione avviene fondamentalmente tramite l'impollinazione dei fiori (vedi sopra).
- Dispersione: i semi (gli acheni) cadendo a terra sono successivamente dispersi soprattutto da insetti tipo formiche (disseminazione mirmecoria). In questo tipo di piante avviene anche un altro tipo di dispersione: zoocoria. Infatti gli uncini delle brattee dell'involucro si agganciano ai peli degli animali di passaggio disperdendo così anche su lunghe distanze i semi della pianta.

## Distribuzione e habitat
Le specie di questo gruppo sono distribuite nell'America meridionale, costa del Pacifico e Ande.

## Tassonomia
La famiglia di appartenenza di questa voce (Asteraceae o Compositae, nomen conservandum) probabilmente originaria del Sud America, è la più numerosa del mondo vegetale, comprende oltre 23.000 specie distribuite su 1.535 generi, oppure 22.750 specie e 1.530 generi secondo altre fonti (una delle checklist più aggiornata elenca fino a 1.679 generi). La famiglia attualmente (2021) è divisa in 16 sottofamiglie.

### Filogenesi
La sottofamiglia Mutisioideae, nell'ambito delle Asteraceae occupa una posizione "basale" (si è evoluta precocemente rispetto al resto della famiglia) ed è molto vicina alla sottofamiglia Stifftioideae. La tribù Mutisieae con la tribù Nassauvieae formano due "gruppi fratelli" ed entrambe rappresentano il "core" della sottofamiglia.
Il genere Chaetanthera  è descritto all'interno della tribù Mutisieae (sottotribù Mutisiinae), raggruppamento che la classificazione tradizionale collocava all'interno della sottofamiglia Cichorioideae e che la moderna classificazione filogenetica ha ricollocato, ridisegnandone i confini, all'interno della sottofamiglia Mutisioideae.
Il genere è composto da due sottogeneri: subgen. Chaetanthera e subgen. Tylloma (D.Don ) Less..
I caratteri distintivi per le specie di questo genere sono:
- il portamento è erbaceo monoico o dioico;
- la corolla è bilabiata, o subbilabiata o tubulare-bilabiata;
- i bracci dello stilo sono papillosi.

Il numero cromosomico delle specie di questo genere è: 2n = 22, 24 e 28.

### Elenco specie
Il genere comprende le seguenti 35 specie:
- Chaetanthera albiflora (Phil.) A.M.R.Davies
- Chaetanthera australis Cabrera
- Chaetanthera brachylepis Phil.
- Chaetanthera chilensis (Willd.) DC.
- Chaetanthera chiquianensis Ferreyra
- Chaetanthera ciliata Ruiz & Pav.
- Chaetanthera cochlearifolia (A.Gray) B.L.Rob.
- Chaetanthera depauperata (Hook. & Arn.) A.M.R.Davies
- Chaetanthera dioica B.L.Rob.
- Chaetanthera elegans Phil.
- Chaetanthera euphrasioides (DC.) F.Meigen
- Chaetanthera flabellata D.Don
- Chaetanthera flabellifolia Cabrera
- Chaetanthera frayjorgensis A.M.R.Davies
- Chaetanthera glabrata (DC.) F.Meigen
- Chaetanthera glandulosa J.Rémy
- Chaetanthera incana Poepp. ex Less.
- Chaetanthera kalinae A.M.R.Davies
- Chaetanthera lanata (Phil.) I.M.Johnst.
- Chaetanthera leptocephala Cabrera
- Chaetanthera limbata (D.Don) Less.
- Chaetanthera linearis Poepp. ex Less.
- Chaetanthera microphylla (Cass.) Hook. & Arn.
- Chaetanthera moenchioides Less.
- Chaetanthera perpusilla (Wedd.) Anderb. & S.E.Freire
- Chaetanthera peruviana A.Gray
- Chaetanthera pubescens A.M.R.Davies
- Chaetanthera renifoli a (Remy) Cabrera
- Chaetanthera serrata Ruiz & Pav.
- Chaetanthera spathulifolia Cabrera
- Chaetanthera splendens B.L.Rob.
- Chaetanthera taltalensis (Cabrera) A.M.R.Davies
- Chaetanthera tenella Less.
- Chaetanthera valdiviana Phil.
- Chaetanthera villosa Gillies ex D.Don

### Sinonimi
Questo genere ha 9 sinonimi:
- Carmelita Gay ex DC.
- Cherina  Cass.
- Chondrochilus  Phil.
- Elachia  DC.
- Euthrixia  D.Don
- Luciliopsis  Wedd.
- Minythodes  Phil. ex Benth. & Hook.f.
- Proselia  D.Don
- Tylloma  D.Don